# اثاث
اثاث، کاچال، مان یا مانه، به‌طور کلی به لوازم خانه یا اداره از قبیل میز و مبل و جز این‌ها گفته می‌شود. مبلمان نام عمومی برخی از وسیله‌های خانگی و اداری و عمومی است که معمولاً در نشستن و کار کردن انسانی بکار می‌آید. اصلی‌ترین و رایج‌ترین این وسیله‌ها انواع میز و صندلی است.
فرایند طراحی اثاثیه به فرایند طراحی یک اثر هنری شباهت دارد. یک طراح خوب به این فکر می‌کند که هر یک از اثاثیه منزل باید بیشترین کاربردپذیری و دوام را در کنار شکل ظاهری زیبا داشته باشند و به گونه‌ای طراحی شوند که قیمت کمتر و فرایند تولید سریعتری داشته باشند.

## برخی اثاث
- میز
- صندلی
- کمد
- اشکاف
- گنجه
- تخت خواب
- چهارپایه
- پاراوان
- عسلی
- مبل
- کاناپه
- میز تحریر
- دراور
- پاتختی
- کنسول

## نوشتارهای مرتبط
- اثاث کشی